# Prospect, North Carolina
Prospect är en ort i Robeson County i delstaten North Carolina, USA.